# Hubert-François Gravelot

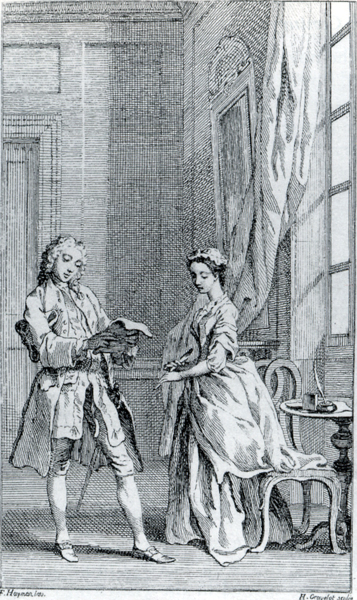
Buchillustration von Hubert-François Gravelot zu Samuel Richardsons „Pamela“

Hubert-François Gravelot (eigentlich Bourguignon, * 26. März 1699 in Paris; † 19. April 1773 ebenda) war ein französischer Maler, Zeichner und Stecher. Er zählt zu den bedeutendsten französischen Buchillustratoren des Rokoko und beeinflusste während seines Aufenthalts in England zwischen 1732 und 1746 auch die dortige, zeitgenössische Malerei.

## Leben
Gravelot wurde 1699 als Sohn des Pariser Schneidermeisters Hubert Bourguignon geboren und war der Bruder des Kartografen Jean-Baptiste Bourguignon d’Anville. Seine Ausbildung genoss er am Collège des Quatre Nations und interessierte sich früh für das Zeichnen. Eine begonnene, vom Vater initiierte Romreise scheiterte bereits in Lyon. Wiederum auf Bestreben des Vaters nahm Gravelot eine mehrjährige Tätigkeit als Kartenzeichner beim Statthalter von Santo Domingo an. Ab 1729 lernte er zunächst bei Jean Restout dem Jüngeren, später bei François Boucher.
Ab 1732 emigrierte er, möglicherweise aus finanziellen Gründen, nach England und arbeitete dort nach dem Tode von Bernard Picart 1733 als Illustrator für den französischen Buchhändler Claude Dubosc. Er wurde bald erfolgreich und fertigte Karikaturen, Stiche von Baudenkmälern und Illustrationen für andere Londoner Verleger. 1744 illustrierte er Thomas Hanmers Gesamtausgabe der Werke Shakespeares. Auch als Maler erwarb er sich einen Ruf und unterrichtete als Professor an der St. Martin’s Lane Academy. Hier übte er künstlerischen Einfluss auf William Hogarth, Thomas Gainsborough, Joseph Highmore und Francis Hayman, mit dem ihn eine Freundschaft verband, aus und beeinflusste damit die englische Malerei jener Zeit nicht unmaßgeblich.
1746 kehrte er nach Paris zurück, wo er mit Aufträgen förmlich überhäuft wurde, so dass er seine Zeichnungen größtenteils von anderen Stechern ausführen lassen musste. 1764 bebilderte er die Nouvelle Hëloise von Jean-Jacques Rousseau und das Théâtre von Pierre Corneille, 1765 die Contes moreaux von Jean-François Marmontel, 1768 Werkausgaben von Voltaire und Racine, 1771 Gerusalemme liberata von Torquato Tasso. Seit 1764 arbeitete er an den Illustrationen zu einem eigenen Almanach iconologique, der aber erst 1780 posthum von Charles-Nicolas Cochin fertiggestellt wurde. Bei seinem Tode umfasste sein Werk als Illustrator fast 2000 Blätter. Zudem hatte er sich auf vielen anderen Gebieten betätigt und zahlreichen Buchschmuck, Vignetten, Titelblätter, Kostümbilder u. v. m. angefertigt.
Gravelot war zweimal verheiratet. Seine erste Frau Marie-Anna Luneau starb 1759, 1770 heiratete er Jeanne Ménétrier.

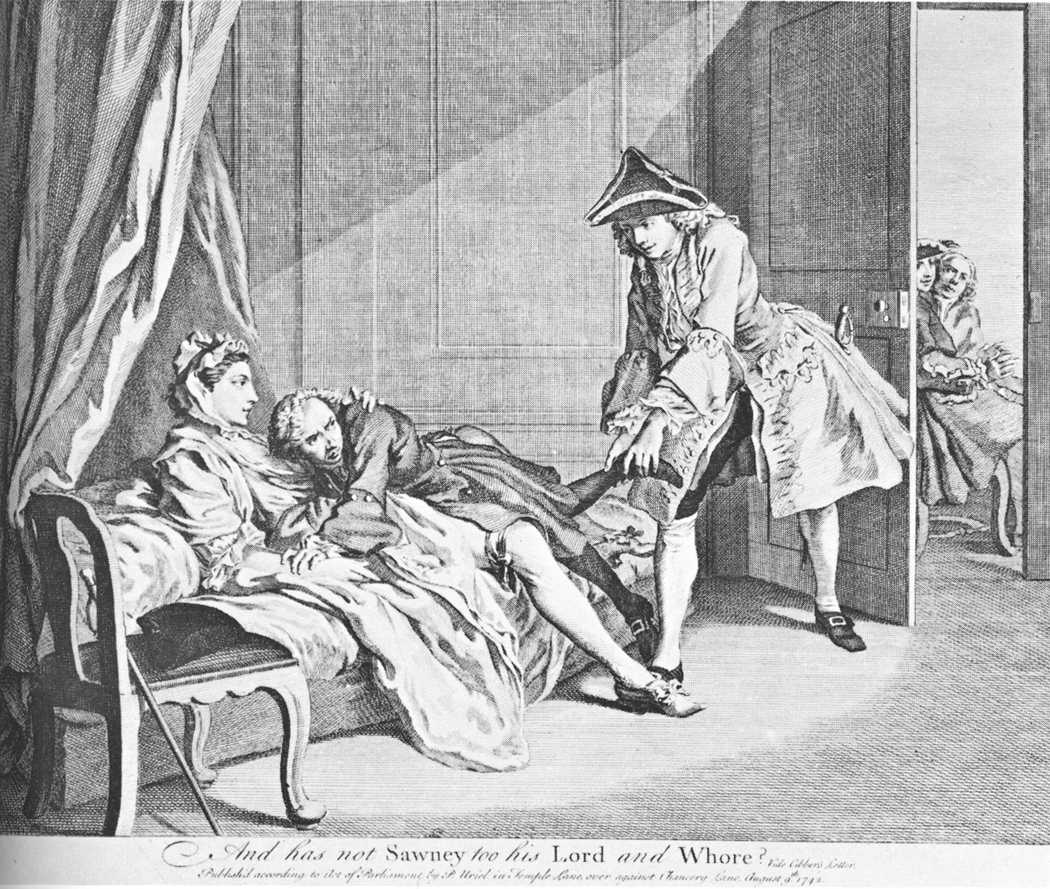
Buchillustration, Kupferstich von 1742
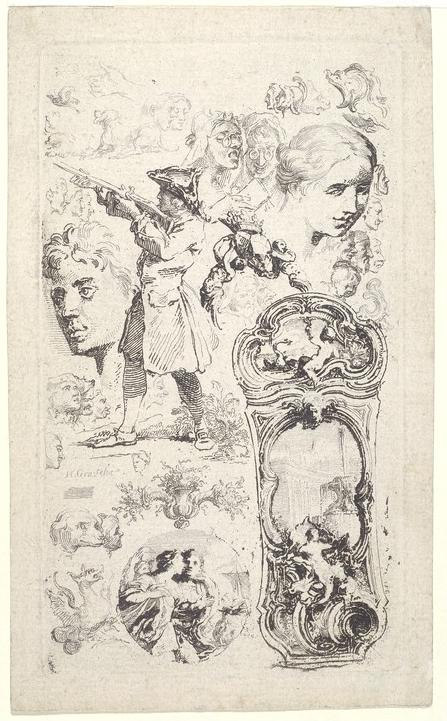
Radierung mit Kopfstudien und einem Flintenschützen